# Mirador del Paraíso (estación)

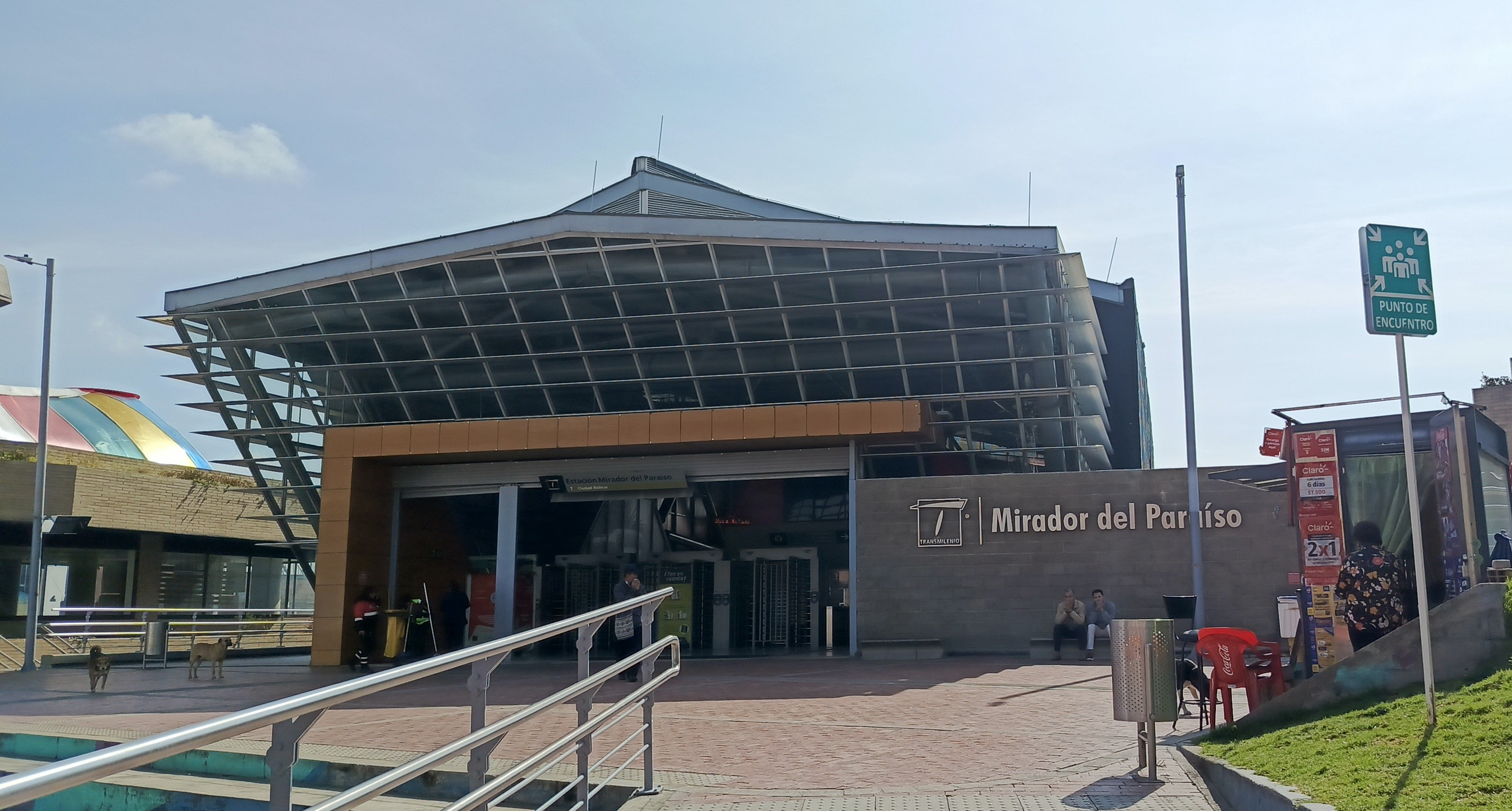
Entrada de la estación Mirador del Paraíso

La estación Mirador del Paraíso, hace parte del sistema de transporte de cable aéreo de Bogotá llamado TransMiCable que se inauguró en el año 2018.

## Ubicación
La estación está ubicada en el sector sur de la ciudad, más específicamente sobre la Carrera 27 con Calle 71H Sur. Se accede a ella directamente desde el espacio público a su alrededor.
Atiende la demanda de los barrios Paraíso, Mirador y Bella Flor.
En las cercanías está el parque público Illimaní, la parroquia San Pedro y el parque El Paraíso de Quiba y el Museo de la Ciudad Autoconstruida.

## Origen del nombre
La estación recibe su nombre del barrio en el cual se encuentra ubicada.

## Historia
El 12 de septiembre de 2016 se inició oficialmente la construcción de la línea de TransMiCable en la localidad de Ciudad Bolívar de la cual hace parte la estación Mirador del Paraíso. Luego de realizar varias pruebas, la estación entró en funcionamiento el 27 de diciembre de 2018 de forma gratuita para algunos habitantes del sector, dos días después inició su funcionamiento comercial.

## Servicios de la estación
| Tipo                    | Línea | Longitud | Terminales                  | Número de estaciones | Tipo de estación       | Flota       |
| ----------------------- | ----- | -------- | --------------------------- | -------------------- | ---------------------- | ----------- |
| Cable aéreo Todo el día | T     | 3,34 km  | Tunal - Mirador del Paraíso | 4                    | 2 a nivel y 2 elevadas | 163 cabinas |

### Servicios urbanos
Así mismo funcionan las siguientes rutas urbanas del SITP en los costados externos a la estación, circulando por la carrera 27B, con posibilidad de trasbordo usando la tarjeta TuLlave:
| Código | Sector                | Dirección               | Rutas                         |
| ------ | --------------------- | ----------------------- | ----------------------------- |
| 130A11 | H Br. El Mirador      | KR 27B - CL 71K Bis Sur | 10-11 10-12H610H631 742A C201 |
| 130B11 | H Br. El Mirador      | KR 27B - CL 71I Bis Sur | 6-4                           |
| 130A11 | H IED Paraíso Mirador | KR 27B - CL 71K Sur     | 10-11 10-12A610B631 742A C201 |
| 130B11 | H IED Paraíso Mirador | KR 27B - CL 71H Sur     | 6-4                           |

## Ubicación geográfica
| Noroeste: Ciudad Bolívar          | Norte: Ciudad Bolívar | Nordeste: Ciudad Bolívar |
| Oeste: Ciudad Bolívar             |                       | Este: T Manitas          |
| Suroeste: Parque Público Illimaní | Sur: Ciudad Bolívar   | Sureste: Ciudad Bolívar  |